# Youghiogheny River
Der Youghiogheny River (Aussprache: [ˌjɑ.kəˈgeɪ.ni]) ist ein 196 km langer rechter Nebenfluss des Monongahela River in den US-Bundesstaaten West Virginia, Maryland und Pennsylvania.
Er entwässert die Westseite der Allegheny Mountains und führt als Vorfluter Wasser von Rinnsalen und Bächen im äußersten Westen Marylands dem Einzugsgebiet des Mississippi River zu, zu dem er über den Monongahela River und den Ohio River gehört. Die Fläche seines Einzugsgebietes beträgt 4440 km².

## Geographie
Der Youghiogheny River entspringt im Norden West Virginias im Preston County, südöstlich des County Seats Kingwood und nahe dem Gebirgskamm Backbone Mountain. Das Quellgebiet des Flusses befindet sich in nur 16 km Entfernung zum Quellgebiet der North Branch des Potomac River. Der Fluss fließt zunächst in nordnordöstlicher Richtung ins Garrett County in Maryland, wo er in ungefähr 5 km parallel zur Staatsgrenze nach West Virginia verläuft. Auf diesem Abschnitt fließt er an Oakland vorbei.
Zwischen dem Fayette und dem Somerset County gelangt er über die Staatsgrenze nach Pennsylvania. Er setzte nach Weg nach Nordosten durch einen Durchbruch bei Chestnut Ridge fort und passiert dann Connellsville. Er mündet von Südosten her kommend in McKeesport, südöstlich von Pittsburgh in den Monongahela River.
Flussaufwärts von Confluence, etwa 10 km nördlich der Grenze zwischen Maryland und Pennsylvania, liegt der Stausee Youghiogheny River Lake. Er wird in Pennsylvania durch den 56 m hohen Damm Youghiogheny Dam gestaut. Der See wurde 1944 hauptsächlich zur Flutkontrolle gebaut.
Das von Frank Lloyd Wright entworfene Fallingwater liegt im Tal des Flusses südöstlich von Connellsville.

## Geschichte
Während der Kolonialzeit und in der Anfangszeit der Vereinigten Staaten war das Flusstal für die Siedler und Soldaten ein wichtiger Zugangsweg über die Berge hinweg von Virginia ins Ohiogebiet des westlichen Pennsylvania. Im Jahre 1754 folgte ein Milizoffizier der britischen Kolonie Virginia mit dem Namen George Washington dem Fluss, um einen Wasserweg zum damals in französischem Besitz stehenden Fort Duquesne zu erkunden.
Ein früheres Fort bei Somerset wurde überflutet, nachdem der Youghiogheny Dam gebaut worden war. Perryopolis im Norden des Fayette Countys ist die Stelle, wo sich die George Washington Grist Mill befindet. Der Youghiogheny River Trail folgt dem Fluss im Südwesten Pennsylvanias südöstlich von Connellsville.

## Abflussmenge
Der United States Geological Survey betreibt in Sutersville einen Pegel und die durchschnittliche jährliche Abflussmenge des Flusses beträgt dort 99 m³/s. Da sich Sutersville einige Kilometer oberhalb der Mündung befindet, ist die tatsächliche Wassermenge, die der Fluss dem Monongahela River zuführt, etwas höher.